# Rolvsøy
Rolvsøy is een dorp dat onderdeel is van de gemeente Fredrikstad gelegen in de provincie Østfold. Rolvsøy was vanaf 1837 onderdeel van het Tune district, maar werd daarvan gescheiden op 1 januari 1911 wat resulteerde in de gemeente Rolvsøy. In die tijd telde Rolvsøy 2.381 inwoners. Op 1 januari 1994 werd Rolvsøy samengevoegd met Fredrikstad als onderdeel van een fusie. Rolvsøy zelf was inmiddels gegroeid en kende toen een inwonersaantal van 5.947.

## Vikingschepen in Rolvsøy
In Rolvsøy zijn 3 Vikingsschepen gevonden: Valleschip, Rostadschip en Tuneschip. Het Tuneschip is het meest bekende schip en staat tentoongesteld in het Vikingsschip museum op Bygdøy in Oslo. Het schip dateert van omstreeks het jaar 900 en werd gevonden in een grafheuvel op de boerderij Haugen in 1867. In die tijd hoorde het schip nog bij Tune. Het Rostadschip werd gevonden in 1751 bij de Skjeberg in een grafheuvel. Het Valleschip werd gevonden op een bouwplaats in 1894. Ook dit schip wordt geschat van omstreeks het jaar 900.

## Galerij

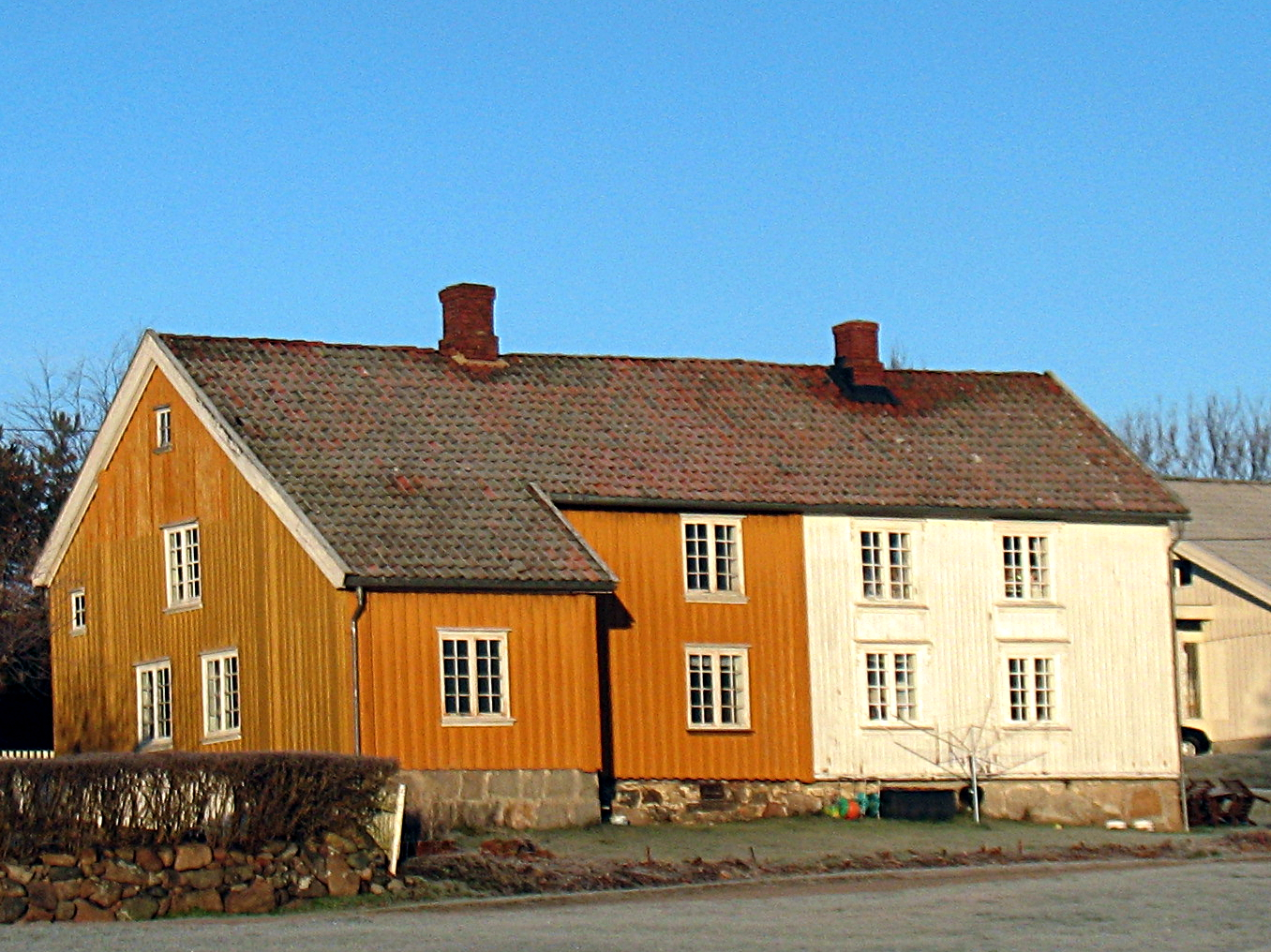
Hans Nielsen Hauge Museum in Rolvsøy
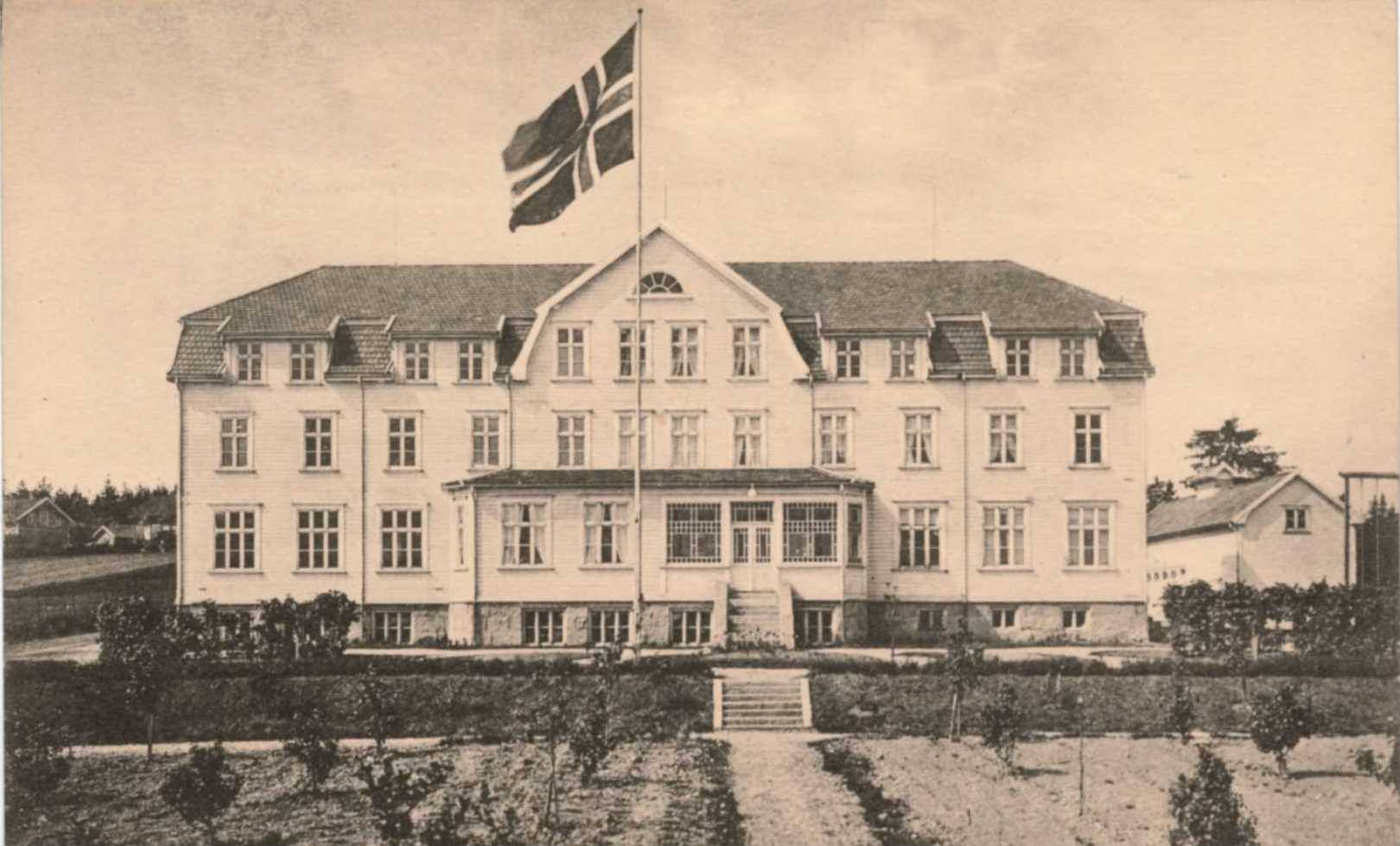
Voormalige school in Rolvsøy
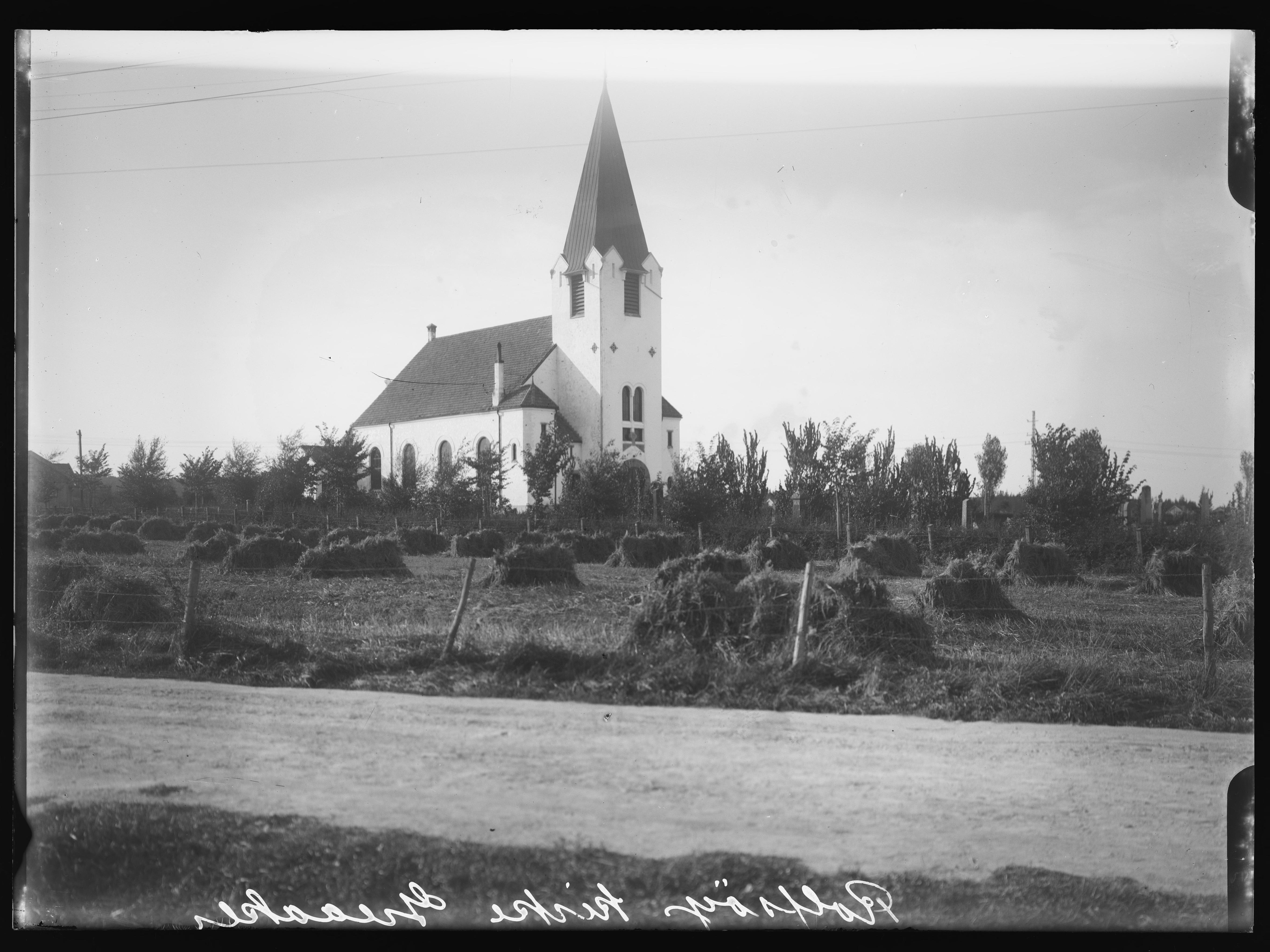
Kerk begin 20e eeuw
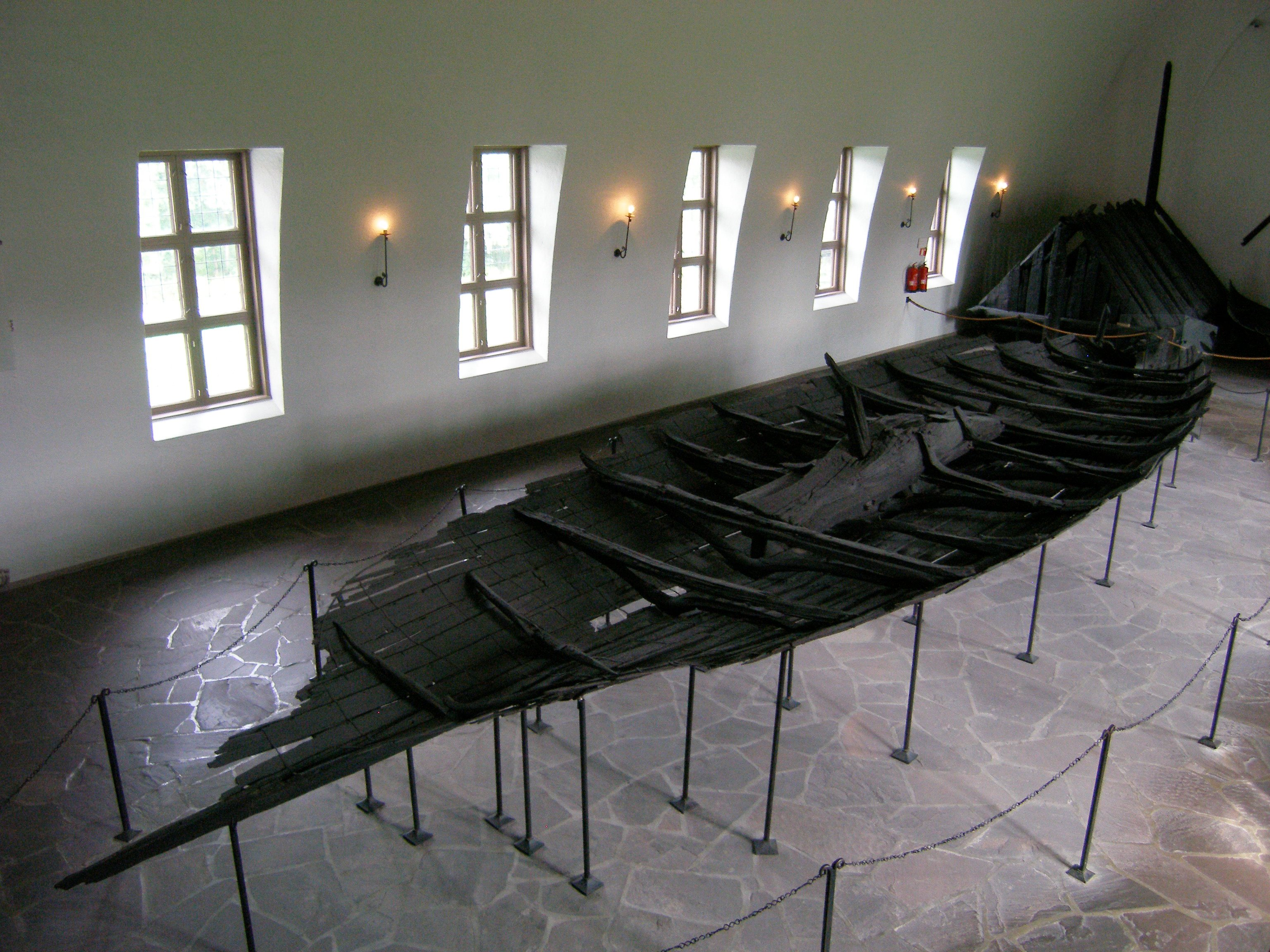
Tuneschip